# ジョージ・バジャー

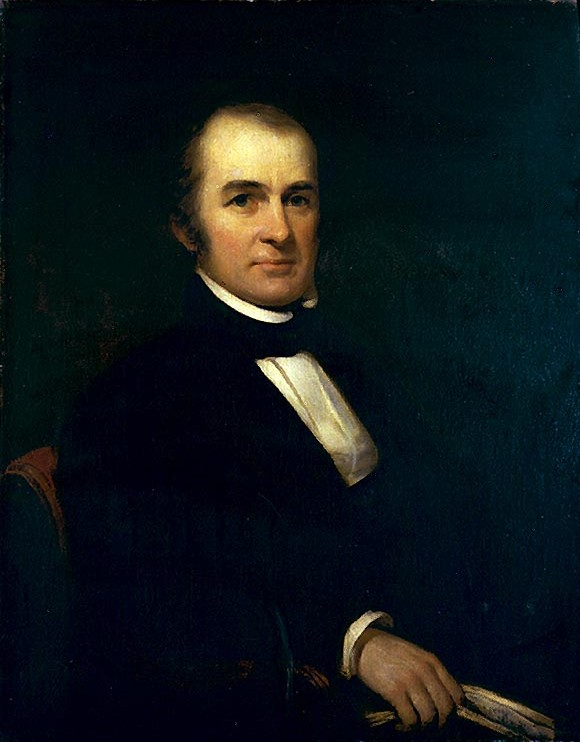
ジョージ・バジャー

ジョージ・エドモンド・バジャー（George Edmund Badger, 1795年4月17日 - 1866年5月11日）は、アメリカ合衆国の政治家。ホイッグ党の党員で、1841年に第12代アメリカ合衆国海軍長官を、1845年から1855年までアメリカ合衆国上院議員を務めた。

## 生涯

### 青年期
1795年、バジャーはノースカロライナ州ニューバーンにおいて、トマス・バジャー (Thomas Badger) とリディア・コグデル・バジャー (Lydia Cogdell Badger) の息子として生まれた。バジャーは1810年から1811年までイェール大学で学んだ後、法律の勉強をし、1814年に弁護士として認可を受けた。バジャーは1816年にニューバーンで弁護士業を開業した。その後は州の政治に深く関与するようになり、1820年から1825年まではノースカロライナ州高等裁判所の陪席判事も務めた。
1820年代、バジャーはアンドリュー・ジャクソンの支持者であったが、1830年代中葉になるとジャクソンの政治方針に対する不満から反ジャクソンとなり、反ジャクソン派によって結成されたホイッグ党の党首となった。バジャーは1840年の大統領選挙でホイッグ党の候補者であったウィリアム・ハリソンの勝利に貢献した。

### アメリカ合衆国海軍長官
ウィリアム・ハリソンが大統領に就任すると、ハリソンは海軍長官としてバジャーを指名した。バジャーはハリソン大統領の急死によりジョン・タイラーが副大統領から大統領に昇格するまでのおよそ6ヶ月間、海軍長官を務めた。バジャーは海軍長官として、イギリスとの緊張状態に直面したアメリカ海軍を強化するため、本国艦隊の設立や蒸気艦船の建造に努めた。

### 晩年
1841年9月、バジャーはタイラー大統領との対立から、ハリソン前大統領が任命していたダニエル・ウェブスターを除く全閣僚とともに一斉辞職した。その後バジャーは1846年にノースカロライナ州からアメリカ合衆国上院議員として選出され、1855年までの5期10年、上院議員を務めた。1853年、バジャーはミラード・フィルモア大統領によってアメリカ合衆国最高裁判所の陪席判事として指名を受けたが、上院による承認を拒否された。バジャーは南北戦争勃発当初は合衆国側を支持していたが、その後アメリカ連合国側に付き、連合国の軍備を支援した。
1866年、バジャーはノースカロライナ州ローリーで死去した。バジャーの遺体はローリー市内のオークウッド墓地に埋葬された。
バジャーの死後、アメリカ海軍では、バジャーの功績を立てて、以下の艦船にその名が付けられた。
- USS George E. Badger (DD-196)
- USS Badger (FF-1071)
- SS George E. Badger